# 乌克兰陆军第19导弹旅
第19“圣芭芭拉”独立导弹旅（烏克蘭語：19-та окрема ракетна бригада «Свята Варвара»）是乌克兰陆军一支旅级导弹部队，直属于陆军司令部。该旅成立于1997年，驻扎于赫梅利尼茨基，部队代号A4239。目前装备有OTR-21托奇卡战术弹道导弹，2019年依乌克兰第883/2019号总统令，获得“圣芭芭拉”荣誉称号。